# Mikow-Nunatak
Der Mikow-Nunatak (bulgarisch Миков нунатак Mikow nunatak) ist ein in nordwest-südöstlicher Ausrichtung 1,35 km langer, 590 m breiter und 750 m hoher, gebirgskammähnlicher Nunatak an der Nordenskjöld-Küste des Grahamlands auf der Antarktischen Halbinsel. Er ragt 2,47 km südwestlich des Batkun Peak im Grivitsa Ridge und 1,73 km nördlich des Gipfels des Kableshkov Ridge im oberen Abschnitt des Sajtschar-Gletschers im Südosten des Detroit-Plateaus auf.
Die bulgarische Kommission für Antarktische Geographische Namen benannte ihn 2020 nach Miki Mikow, Funktechniker auf der bulgarischen St.-Kliment-Ohridski-Station von 1994 bis 1995.